# Tetramorium amatongae
Tetramorium amatongae är en myrart som beskrevs av Bolton 1980. Tetramorium amatongae ingår i släktet Tetramorium och familjen myror. Inga underarter finns listade i Catalogue of Life.